# Rede de área de armazenamento
Rede de área de armazenamento (em inglês Storage Area Network ou SAN) é uma rede destinada exclusivamente a armazenar dados, ou seja, o conceito de armazenamento de dados em rede.

## Definição
Os storage networks, ou redes de armazenamento, diferenciam-se de outras formas de armazenamento em rede pelo método de acesso em baixo nível que eles apresentam. O tráfego de dados nessas redes é bastante similar àqueles usados internamente em discos, como ATA e SCSI.
Em uma rede de armazenamento, o servidor envia pedidos por blocos específicos ou segmentos de dados de discos específicos. Esse método é conhecido como block storage (armazenamento de blocos). O dispositivo age similarmente a um drive interno, acessando o bloco específico e enviando a resposta através da rede.
Em alguns métodos de acessos de arquivos mais tradicionais, como SMB/CIFS ou NFS, o servidor envia pedidos para um arquivo abstrato como o componente de um grande sistema de arquivos, gerenciados por um computador intermediário. O intermediário, então, determina o local físico do tal arquivo abstrato, obtém acesso a um dos drives internos e, por fim, envia o arquivo completo pela rede.
A maioria das SANs usam o protocolo iSCSI para a comunicação entre servidores e dispositivos, embora não usem o baixo nível da interface SCSI 444 e também 4450.

## Benefícios
Para Compartilhar o armazenamento normalmente simplifica a administração e proporciona flexibilidade, uma vez que cabos e dispositivos de armazenamento não precisam ser movidos fisicamente para mudar armazenamento de um servidor para outro, por exemplo. Note que, no entanto, com a exceção do sistema de arquivos SAN e clusters, a SAN ainda é de relação um-a-um. Ou seja, cada dispositivo na SAN é de propriedade de um único computador. Oposto a isso, o NAS (Network-Attached Storage) permite que vários computadores acessem ao mesmo conjunto de arquivos em uma rede.
As SANs porém tendem a aumentar a capacidade de armazenamento, uma vez que múltiplos servidores podem compartilhar a mesma reserva de crescimento.
Outros benefícios incluem a habilidade de permitir que servidores efetuem boot pelo próprio SAN. Isto permite uma rápida e fácil reposição de servidores defeituosos, uma vez que o SAN pode ser reconfigurado para que o servidor de reposição use o LUN (Logical Unit Number, ou número lógico de unidade) do servidor defeituoso. Esse processo pode levar pouco mais de 30 minutos e é uma ideia relativamente nova que está sendo implantada em novos data centers.
As SANs também tendem a ser mais eficazes em processos de recuperação de dados. Uma SAN pode replicar dados de vários servidores para uma área de armazenamento secundária, que pode ser remota ou local.

## Tipos
SANs normalmente são construídas em uma infraestrutura especialmente projetada para comportar grande tráfego de dados originados de armazenamento. Assim, proporcionam um acesso mais rápido e estável do que a arquitetura NAS.
A tecnologia mais comum para SAN é a rede de fibra óptica com o conjunto de comandos SCSI. Os benefícios do SAN são relacionados com o aumento de acessibilidade e a capacidade de gerenciamento dos dados que a tecnologia fibre channel oferece. Um canal de fibra óptica SAN padrão é feita de alguns switches que estão interligados, formando uma rede.
Uma alternativa, e mais recente (2003), de protocolo SAN é o iSCSI, que usa o mesmo conjunto de comandos SCSI sobre TCP/IP (e, tipicamente, Ethernet). Nesse caso, os switches, cabos e hubs seriam de protocolo TCP/IP.
Conectados à SAN estarão um ou mais servidores (hosts) e uma ou mais coleções de discos, arquivos de fita ou outros dispositivos de armazenamento.
Existem dois tipos de SANs:
- SAN centralizado;
- SAN distribuído.

Existem duas variações de SANs:
1. Uma rede na qual o propósito principal é a transferência de dados entre computadores e dispositivos de armazenamento. Uma SAN consiste em uma infraestrutura de comunicação que provê conexões físicas com uma camada de gerenciamento, que organiza as conexões, os dispositivos de armazenamento e os computadores, tornando a transferência de dados robusta e segura.
2. Um sistema de armazenamento formado por dispositivos de armazenamento, computadores e/ou aplicações, e todo um controle via software, comunicando-se através de uma rede de computadores.

## Níveis de RAID
As implementações mais comuns são as que dispõem de RAID padrão, como os níveis 1, 5, 6 e 1/0. Algumas famílias apresentam modelos especiais como o vRaid da HP, na linha EVA e o RAID DP, nos equipamentos da NetApp.